# Fratelli d'Italia (partito politico)
Fratelli d'Italia - Alleanza Nazionale, noto semplicemente come Fratelli d'Italia (FdI), è un partito politico italiano di destra radicale fondato nel 2012 da Ignazio La Russa, Guido Crosetto e Giorgia Meloni, la quale lo presiede dal 2014.
È descritto come un partito nazional-conservatore, nazionalista, populista di destra, reazionario, conservatore in campo sociale, e post-fascista. In campo internazionale è euroscettico e atlantista.
Derivato da una scissione del Popolo della Libertà, Fratelli d'Italia si presenta come il prosecutore della tradizione politica di Alleanza Nazionale, partito di destra post-fascista, evoluzione del Movimento Sociale Italiano, partito di ispirazione neofascista fondato da ex-membri del disciolto PNF (1921-1943) e del PFR (1943–1945). Fino al 2017 comparivano nel simbolo anche il nome di Alleanza Nazionale e la sigla "MSI". Tutt'oggi il simbolo mantiene anche la fiamma tricolore, storicamente utilizzata dal MSI.
Inoltre la Sede nazionale del partito è la stessa del MSI e di AN, ubicata in Via della Scrofa 39 a Roma.
Alle elezioni politiche del 2013 e del 2018 Fratelli d'Italia ha aderito alla coalizione di centro-destra insieme a Il Popolo della Libertà (poi Forza Italia) e Lega, per poi separarsene nel corso delle legislature, avendo scelto di non assumere responsabilità di governo e restare all'opposizione. 
L'alleanza con Lega e Forza Italia è stata mantenuta anche per le elezioni politiche del 2022, in cui Fratelli d'Italia è risultato essere il primo partito all'interno della coalizione di centro-destra oltre che il più votato nel Paese. In seguito alla vittoria alle elezioni il partito entra per la prima volta a far parte di un esecutivo, il governo Meloni, guidato dalla sua stessa presidente.

## Storia

### La scissione dal Popolo della Libertà

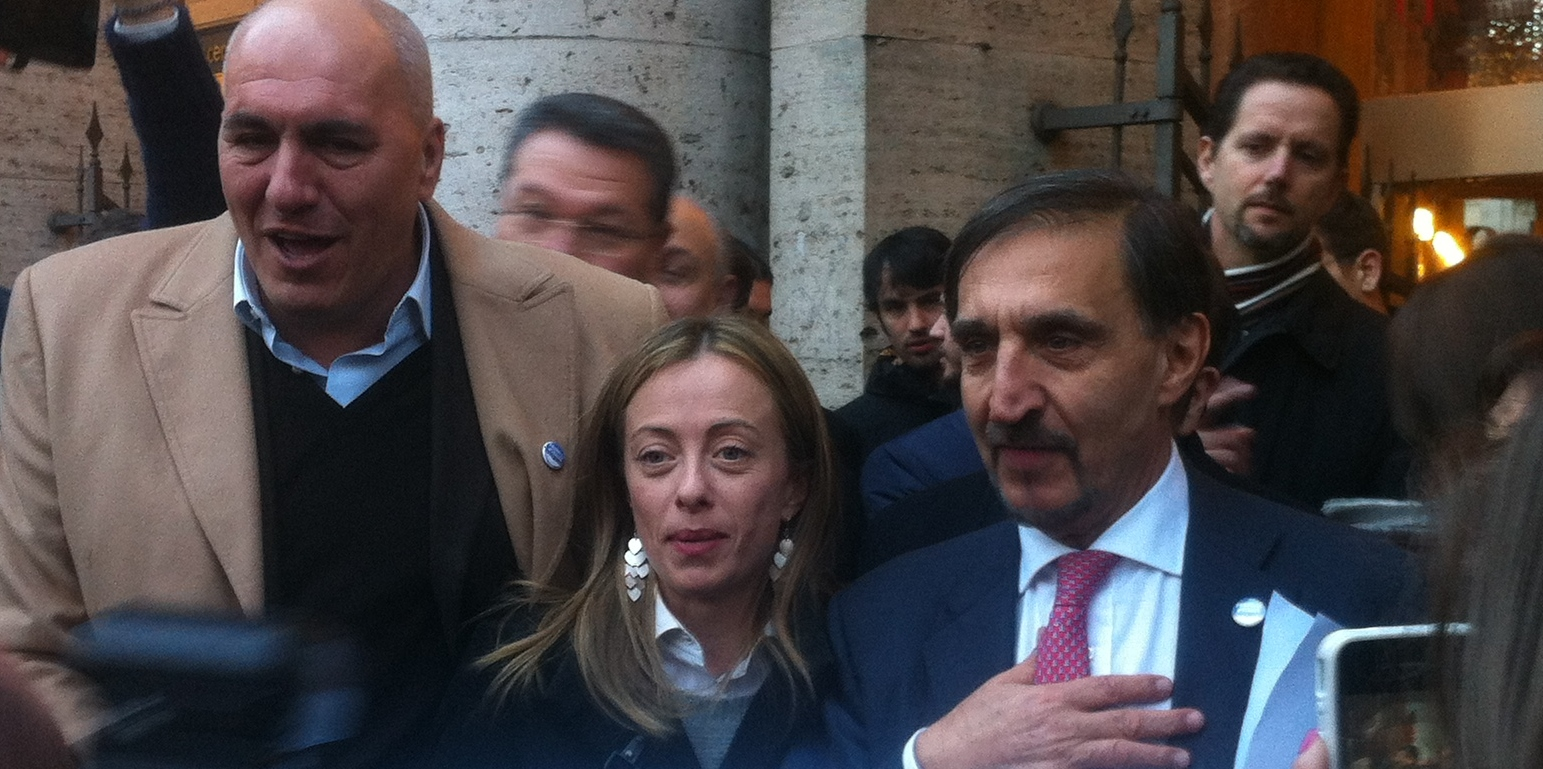
(Da sinistra) Guido Crosetto, Giorgia Meloni e Ignazio La Russa nel dicembre 2012 alla presentazione del simbolo di Fratelli d'Italia - Centrodestra Nazionale

Durante il Governo Monti, alcune correnti all'interno del Popolo della Libertà, in particolare quelle riconducibili a Ignazio La Russa e Guido Crosetto, espressero critiche alla linea politica. Con l'inatteso annullamento delle primarie del PdL, il 16 dicembre 2012 Meloni e Crosetto organizzarono la convention Primarie delle Idee. L'indomani Ignazio La Russa annunciò la fondazione di un nuovo partito di destra, che nei giorni successivi fu poi presentato, insieme a Crosetto e Meloni, col nome di Fratelli d'Italia. Il 20 dicembre era stato intanto costituito al Senato il gruppo parlamentare denominato Centrodestra Nazionale.

### Le elezioni politiche del 2013 e l'opposizione al governo Letta

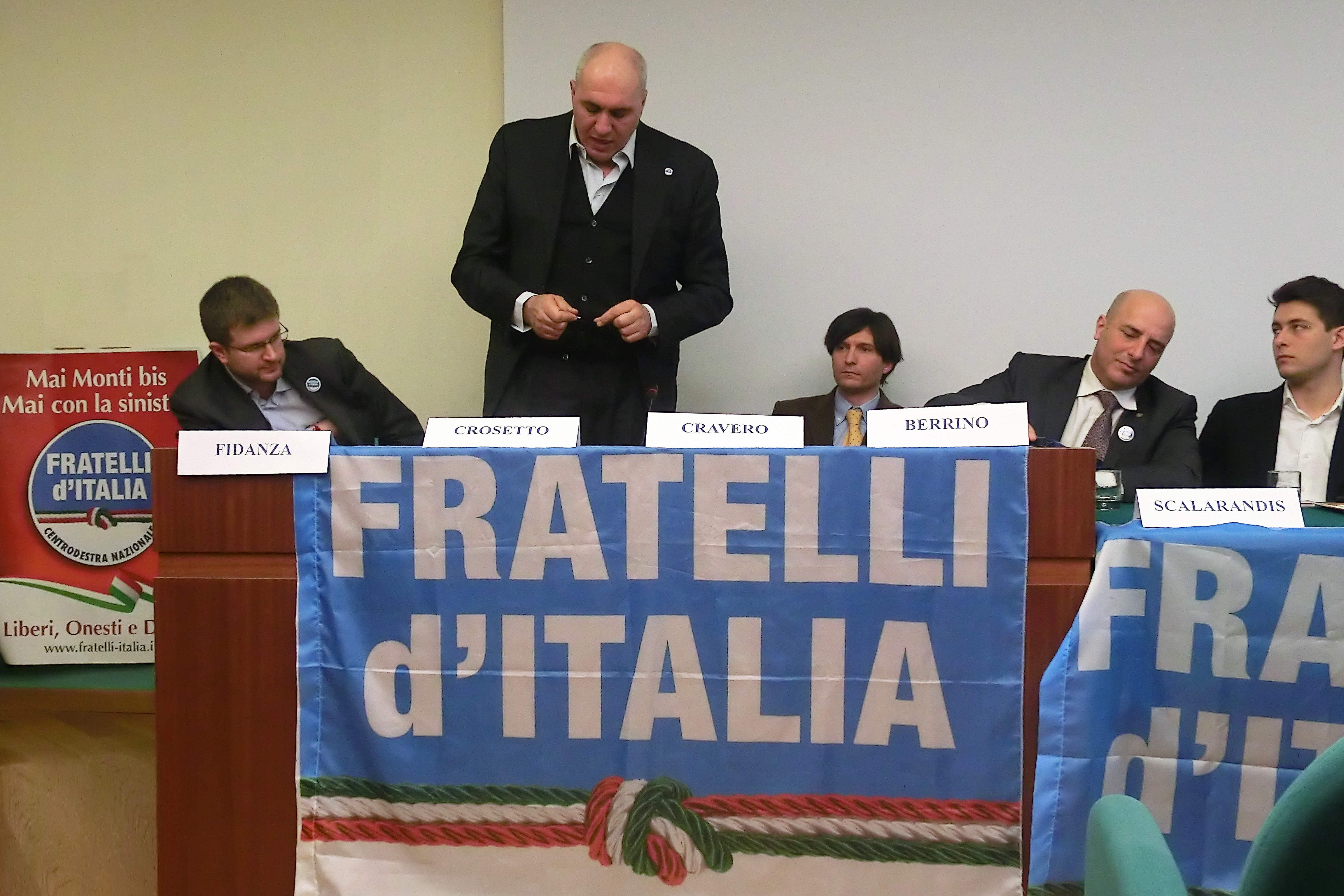
Guido Crosetto (in piedi) con Carlo Fidanza (seduto a sinistra) il 9 febbraio 2013 a Sanremo nella campagna elettorale di Fratelli d'Italia - Centrodestra Nazionale.

Alle elezioni politiche del 2013 Fratelli d'Italia - Centrodestra Nazionale aderì alla coalizione di centro-destra, risultandone il terzo partito dopo il PdL e la Lega Nord, ed eleggendo 9 deputati e nessun senatore. 
Il 14 marzo 2013 si svolse la prima assemblea nazionale del partito e il 4 aprile il direttivo nazionale nominò Ignazio La Russa presidente del partito e Giorgia Meloni capogruppo alla Camera, confermando Guido Crosetto quale coordinatore nazionale.
All'elezione del presidente della Repubblica del 2013 il partito sostenne il candidato di bandiera Sergio De Caprio. Il 29 aprile il partito ufficializzò l'opposizione al neo-costituito governo Letta.
Nel novembre 2013 fu lanciata la piattaforma Officina per l'Italia, con la partecipazione di Gianni Alemanno, Giuseppe Basini, Giulio Terzi di Sant'Agata, Magdi Allam, Giulio Tremonti e Adolfo Urso, come base per la costituzione di un nuovo centrodestra. A dicembre l'assemblea della Fondazione Alleanza Nazionale a larga maggioranza concesse per un anno a Fratelli d'Italia l'uso del logo del partito. Il consiglio di amministrazione della Fondazione ratificò la decisione il 9 gennaio successivo.

### Presidenza Meloni e opposizione al governo Renzi

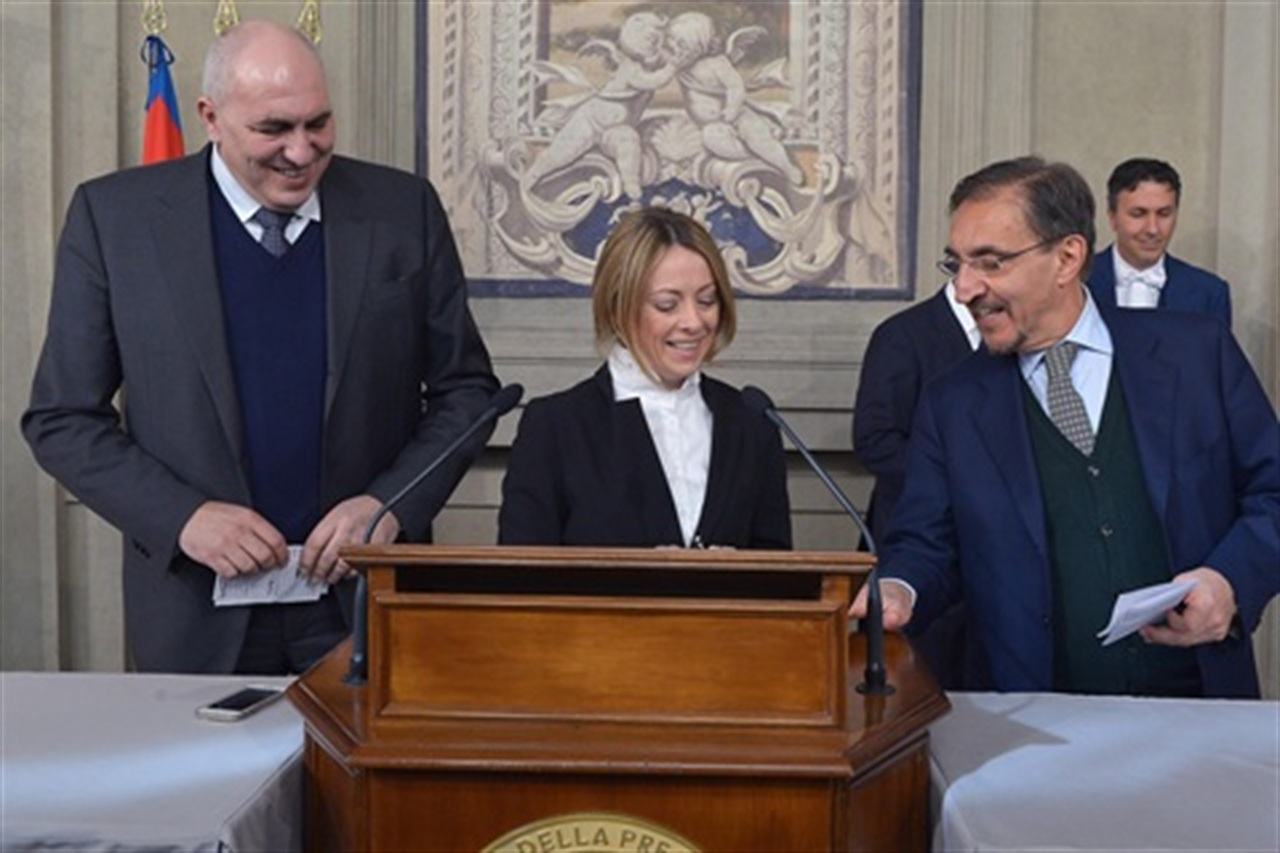
Guido Crosetto, Giorgia Meloni e Ignazio La Russa nel 2014, dopo un incontro con Giorgio Napolitano in seguito alle dimissioni del Governo Letta.

Con le elezioni primarie del 23 e il 24 febbraio 2014, svoltesi in presenza e online, i simpatizzanti del partito (249 380 votanti), oltre ai 3 000 partecipanti al congresso nazionale, elessero presidente di FDI Giorgia Meloni, e approvarono il cambio di nome del partito, diventato ufficialmente "Fratelli d'Italia - Centrodestra Nazionale". e ratificarono i dieci temi fondamentali della linea politica, tra i quali il blocco dell'immigrazione, l'abbandono dell'euro, il condono fiscale, il divieto di importazione dei beni in concorrenza sleale al made in Italy, la riapertura delle case d'appuntamenti, gli incentivi alle famiglie numerose, l'abbattimento dell'imponibile fiscale in base ai consumi, il controllo del gioco d'azzardo, l'elezione diretta del capo dello Stato e le elezioni primarie.

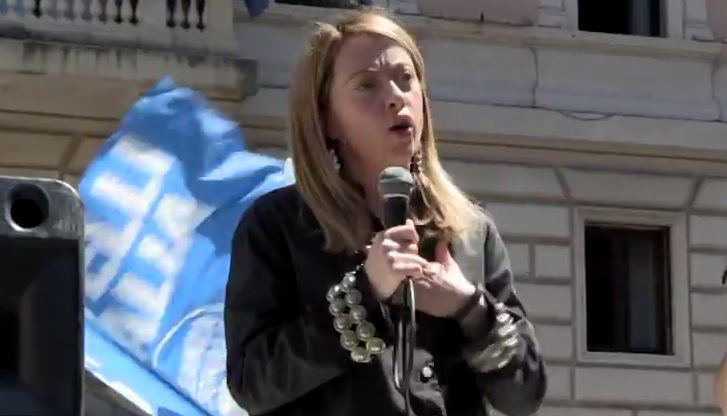
Giorgia Meloni il 1º maggio 2014 durante l'evento Sconcerto del 1º maggio

Il partito rimase all'opposizione anche con la formazione del governo Renzi, succeduto al governo Letta a marzo 2014. In vista delle elezioni europee del 2014, Fratelli d'Italia annunciò l'abbandono del Gruppo del Partito Popolare Europeo, reputato non sufficientemente di destra, e il passaggio a posizioni euroscettiche. Alle elezioni, la lista di Fratelli d'Italia ottenne però il 3,7% dei consensi e non superò quindi la soglia di sbarramento. Alle elezioni regionali in Piemonte presentò la candidatura di bandiera di Guido Crosetto, mentre alle elezioni amministrative, Dario De Luca fu il primo esponente di FdI eletto sindaco in un comune capoluogo, a Potenza.
Alle elezioni del presidente della Repubblica del 2015 FdI e Lega Nord hanno candidato Vittorio Feltri. Il 4 marzo il deputato Massimo Corsaro lascia polemicamente, non condividendo in particolare la sintonia con la Lega Nord e alcune scelte di carattere economico.
A ottobre 2015 l'assemblea della Fondazione Alleanza Nazionale approvò il rinnovo dell'uso del simbolo di AN (e dei fondi) a FdI, con la linea La Russa - Meloni vittoriosa sulla corrente di Gianni Alemanno, che abbandonò il partito.
All'inizio del 2016 aderirono al partito i deputati Giovanna Petrenga, proveniente da Forza Italia, e Walter Rizzetto, che era stato eletto per il Movimento 5 Stelle.
Alle elezioni amministrative del giugno 2016 FdI candidò Giorgia Meloni a sindaco di Roma, a capo di una coalizione di destra. La candidata ottiene il 20,7% e la lista il 12,3%. In occasione del Referendum costituzionale in Italia del 2016, il partito fece campagna per il no.

### Opposizione al governo Gentiloni
In seguito il partito è rimasto all'opposizione anche con il Governo Gentiloni. Il 22 dicembre Bruno Murgia, proveniente da Forza Italia, aderisce al gruppo parlamentare.
Con le elezioni amministrative del 2017, a Pistoia e all'Aquila sono eletti sindaci esponenti di Fratelli d'Italia. Da agosto a dicembre aderiscono a Fratelli d'Italia alcuni parlamentari di Forza Italia e del Nuovo Centrodestra: i senatori Stefano Bertacco, Bartolomeo Amidei e Bruno Mancuso e la deputata Daniela Santanchè
Nel secondo congresso nazionale del 2 e 3 dicembre 2017 Giorgia Meloni fu riconfermata alla presidenza e Guido Crosetto annunciò il ritorno nel partito.

### Elezioni del 2018 e Governo Conte I
Alle elezioni politiche del 4 marzo 2018, il partito si è presentato in coalizione con Forza Italia, Lega Nord e Noi con l'Italia - UDC, ottenendo il 4,3% dei voti ed eleggendo 32 deputati e 18 senatori.
A giugno, Fratelli d'Italia si è astenuto durante il voto di fiducia del neonato governo Conte I. votando però, nei mesi successivi, a favore dei provvedimenti portati avanti dalla Lega Nord a discapito di quelli del Movimento 5 Stelle.
Alle elezioni comunali del 2018 segnarono una crescita dei consensi a Fratelli d'Italia che in alcuni casi risultò la seconda forza della coalizione di centrodestra. Il 27 luglio fu annunciata l'adesione dell'associazione culturale Noi Repubblicani - Popolo Sovrano guidata da Daniela Santanchè, Mario Mantovani, Giuseppe Romele e Christian Garavaglia, il 6 novembre FdI aderì al Gruppo dei Conservatori e dei Riformisti Europei comprendente già Raffaele Fitto e Remo Sernagiotto e il 21 novembre la Meloni stipulò un accordo federativo con La Destra di Francesco Storace, che era confluita nel frattempo nel MNS di Gianni Alemanno, in vista delle elezioni europee.
Dal 28 novembre, con l'adesione di Stefano Maullu proveniente da Forza Italia, il partito ottenne un rappresentante al Parlamento Europeo. Tra il 6 e il 9 dicembre si federarono con FdI anche i liberalconservatori di Direzione Italia di Fitto (che in seguito confluì in FdI) e i movimenti "Popolo delle Partite IVA" di Lino Ricchiuti e "Cuori Italiani" di Andrea Augello e Roberta Angelilli; il 29 gennaio a loro si aggiunse il movimento "Basta Tasse". Il 22 febbraio fu ufficializzato l'ingresso di FdI nell'Alleanza dei Conservatori e dei Riformisti Europei.
Le Elezioni regionali in Abruzzo del 2019 videro eletto per la prima volta un presidente di regione di Fratelli d'Italia, Marco Marsilio. Anche nelle altre regioni chiamate al voto il partito si rafforza. Alle elezioni europee del 2019 sono stati sei i parlamentari eletti da Fratelli d'Italia, che ha ottenuto il 6,5% dei voti. Alle successive amministrative ha eletto propri esponenti sindaci ad Ascoli Piceno e a Cagliari.

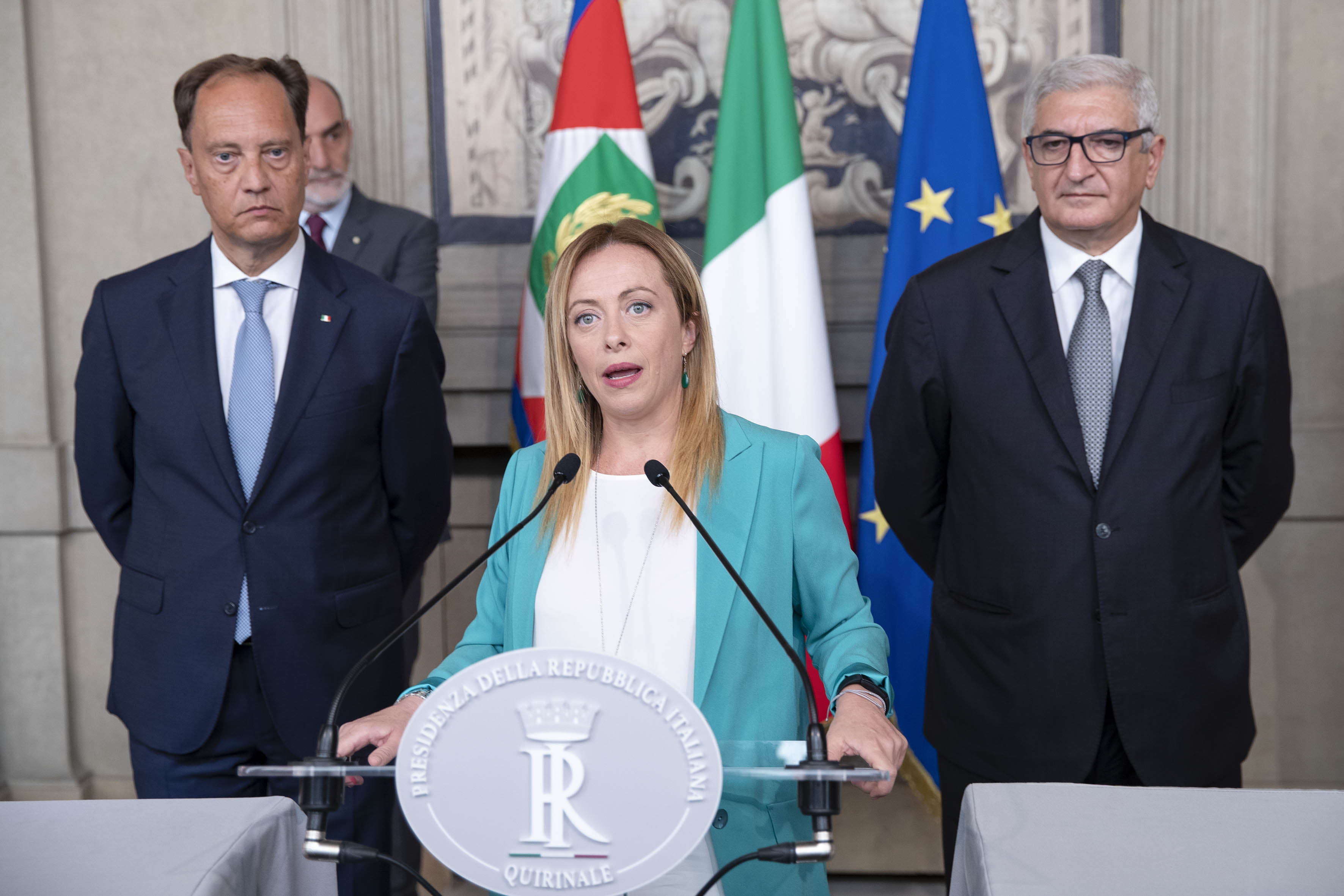
La delegazione di FdI al Quirinale nell'agosto 2019, con Luca Ciriani (capogruppo al Senato) e Tommaso Foti (vicecapogruppo alla Camera)

### Opposizione al Governo Conte II
Dopo la nascita del Governo Conte II il partito va convintamente all'opposizione. 
L'8 ottobre 2019 il deputato Davide Galantino (eletto con il Movimento 5 Stelle e poi passato al Gruppo misto) aderisce al partito. Poche settimane dopo annunciano l'adesione al partito i consiglieri regionali di Direzione Italia, portando a compimento il percorso di adesione iniziato l'anno precedente.
Alle elezioni regionali 2020 FdI esprime i candidati alla presidenza in Puglia (Raffaele Fitto) e nelle Marche, (Francesco Acquaroli, che verrà eletto presidente della regione).

### Opposizione al governo Draghi
Con la crisi del governo Conte II, Fratelli d'Italia chiede invano lo scioglimento delle due Camere. Resta quindi all'opposizione del governo Draghi. Nelle settimane successive aderiranno ai gruppi parlamentari i deputati Gianluca Vinci, Rachele Silvestri e Massimiliano De Toma e la senatrice Tiziana Drago.
Nella tornata elettorale delle elezioni amministrative, il centrodestra perde le principali città, inclusa Roma, per la quale la coalizione aveva appoggiato il candidato scelto da Giorgia Meloni. Nel giugno 2022 il presidente della Sicilia Nello Musumeci annuncia il suo ingresso in Fratelli d'Italia insieme al suo movimento #DiventeràBellissima.
Relativamente ai referendum abrogativi del 2022, si schiera sul No per i primi due quesiti (abolizione della legge Severino ed eliminazione del "pericolo di reiterazione del medesimo reato" dai criteri per disporre una misura cautelare) e sul Sì per i restanti tre quesiti (separazione delle funzioni dei magistrati, possibilità per avvocati e docenti di materie giuridiche di partecipare con diritto di voto ai Consigli giudiziari ed eliminazione dell'obbligo di presentazione di firme per un magistrato che voglia essere eletto nel CSM).

### Elezioni del 2022 e governo Meloni

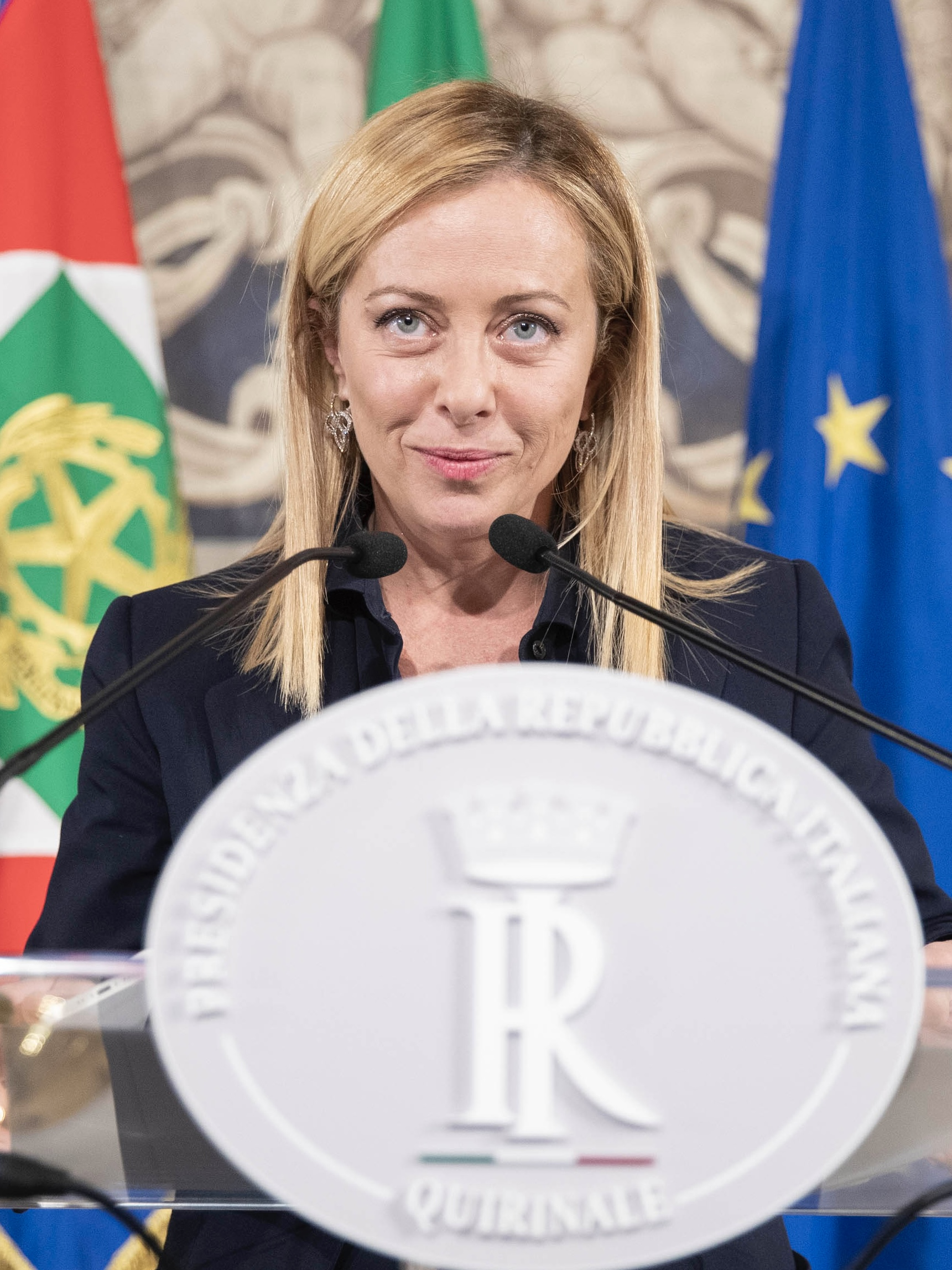
Giorgia Meloni al Quirinale durante le consultazioni

L'alleanza elettorale con Lega e Forza Italia viene mantenuta anche per le elezioni politiche del 2022, in cui Fratelli d'Italia è risultato essere il primo partito all'interno della coalizione di centro-destra e il partito di maggioranza relativa in Parlamento, ottenendo infatti il 26% dei voti alla Camera dei deputati e il 26,01% al Senato.
Il 13 ottobre Ignazio La Russa, co-fondatore del partito, viene eletto Presidente del Senato.
Il 21 ottobre 2022 la leader del partito Giorgia Meloni viene indicata, durante le consultazioni del Presidente della Repubblica, come candidata alla presidenza del Consiglio dalla coalizione di centro-destra. A seguito di ciò il Presidente della Repubblica Sergio Mattarella la incarica di formare il nuovo governo, che giura l'indomani.

### Elezioni amministrative ed europee del 2024
Alle elezioni europee del 2024 il partito raggiunge il suo massimo storico di voti con il 28,81% dei consensi eleggendo ventiquattro parlamentari su settantasei.

## Ideologia e posizioni
Fratelli d'Italia sostiene posizioni di destra ed estrema destra, ispirandosi all'esperienza di Alleanza Nazionale e mantenendo legami storici con il Movimento Sociale Italiano, partito di ispirazione neofascista. I suoi riferimenti sono essenzialmente riconducibili al conservatorismo nazionale, al sovranismo e al tradizionalismo. Diversi membri del partito sono inoltre associati ideologicamente al conservatorismo liberale, e la stessa Meloni si è definita "di una destra liberale, cristiana, identitaria e patriottica".
Il partito si riconosce nello slogan "Dio, patria e famiglia", che enfatizza la sacralità della vita, la "famiglia tradizionale" e i valori del patriottismo. Lo slogan è stato aspramente criticato per via dei rimandi all'ideologia fascista.

### Diritti civili
Secondo diversi analisti, sul piano dei diritti civili Fratelli d'Italia presenta tendenze reazionarie.
Il partito ha votato contro le unioni civili per le coppie gay ed è estremamente contrario al matrimonio gay, all'adozione da parte di coppie gay e anche alle misure di contrasto e prevenzione dell'omofobia. È inoltre fortemente contrario alla legalizzazione dell'eutanasia, alla legalizzazione della cannabis (compresa la cannabis light), alla maternità surrogata e all'aborto farmacologico in day hospital (sostenendo la possibilità di abortire, ma con l'attuazione dell'intera legge 194, compresa la parte relativa alla prevenzione).
In materia di cittadinanza acquisita, si oppone sia allo ius soli sia allo "ius culturae/scholae".
Il partito sostiene l'esistenza del "complotto gender", credenza nata a metà degli anni '90 negli ambienti dell'Opus Dei, secondo cui gli studi di genere dell'educazione sessuale siano un tentativo "d'imposizione culturale" che avverrebbe nelle scuole per distruggere un "ordine naturale" su cui fondare la società.
Nel marzo del 2021, nel Parlamento europeo, Fratelli d'Italia ha votato contro la risoluzione che dichiarava l'Unione europea una "zona di libertà per le persone LGBTI+".
Nel settembre del 2021, nel Parlamento europeo, Fratelli d'Italia ha votato contro la risoluzione che chiedeva agli Stati membri di rimuovere gli ostacoli che le persone LGBT affrontano nell'esercitare i loro diritti fondamentali.

### Giustizia
Fratelli d'Italia ha proposto l'abolizione del reato di tortura e della legge Mancino che contrasta nazifascismo e razzismo. È favorevole invece al rafforzamento dell'istituto della legittima difesa in modo che essa sia considerata "sempre legittima" (eliminando il principio di proporzionalità). Propone inoltre 40 anni di carcere o la castrazione chimica per stupratori e pedofili.
Nel giugno del 2020, nel Parlamento europeo, Fratelli d'Italia, pur "ribadendo la ferma condanna per l'uccisione di George Floyd", ha votato contro la risoluzione che, relativamente alle proteste razziali negli USA del 2020, condannava ogni forma di razzismo, odio e violenza, criticata dall'europarlamentare e capodelegazione del partito al Parlamento europeo Carlo Fidanza come "infarcita di ideologia, attacchi all'amministrazione Trump, pregiudizi contro le forze dell'ordine e spinte immigrazioniste", nonché ritenuta priva di "ferma condanna delle violenze e dei saccheggi perpetrati durante le proteste".

### Economia e finanza
Nei confronti dell'euro, Fratelli d'Italia ha assunto posizioni critiche, propugnando, nei primi anni del partito, l'abbandono della moneta unica e il ritorno alla lira. Avversa il fiscal compact, ossia il patto di bilancio europeo che ha vincolato i Paesi aderenti, tra cui l'Italia, a perseguire il pareggio di bilancio e ridurre l'indebitamento. È favorevole all'introduzione di misure protezionistiche che limitino i commerci internazionali, a tutela del made in Italy.
In materia fiscale, sostiene l'opportunità di superare il principio di progressività con l'introduzione della flat tax e di introdurre il "quoziente familiare" per il calcolo delle imposte. Nell'ambito delle politiche redistributive, è contrario al reddito di cittadinanza e propone un piano di misure a sostegno della natalità.

### Politiche migratorie e integrazione culturale
Il partito è inoltre fortemente contrario ad una società multiculturale, perché ritenuta in grado di minare i valori identitari della nazione. Avversa le iniziative tese al riconoscimento della cittadinanza ai bambini figli di stranieri regolari, come lo ius soli (sia puro sia temperato), e ritiene l'immigrazione una fonte di instabilità economica e una minaccia alla sicurezza per la supposta tendenza al crimine degli stranieri. Ha inoltre proposto l'introduzione del reato di integralismo islamico.
Per contrastare l'immigrazione, ha difeso la fattispecie di reato per l'immigrazione clandestina e proposto blocchi navali nel Mediterraneo per inibire gli sbarchi dalle coste africane ed eventualmente la costruzione di muri lungo i confini.

### Politica estera e difesa

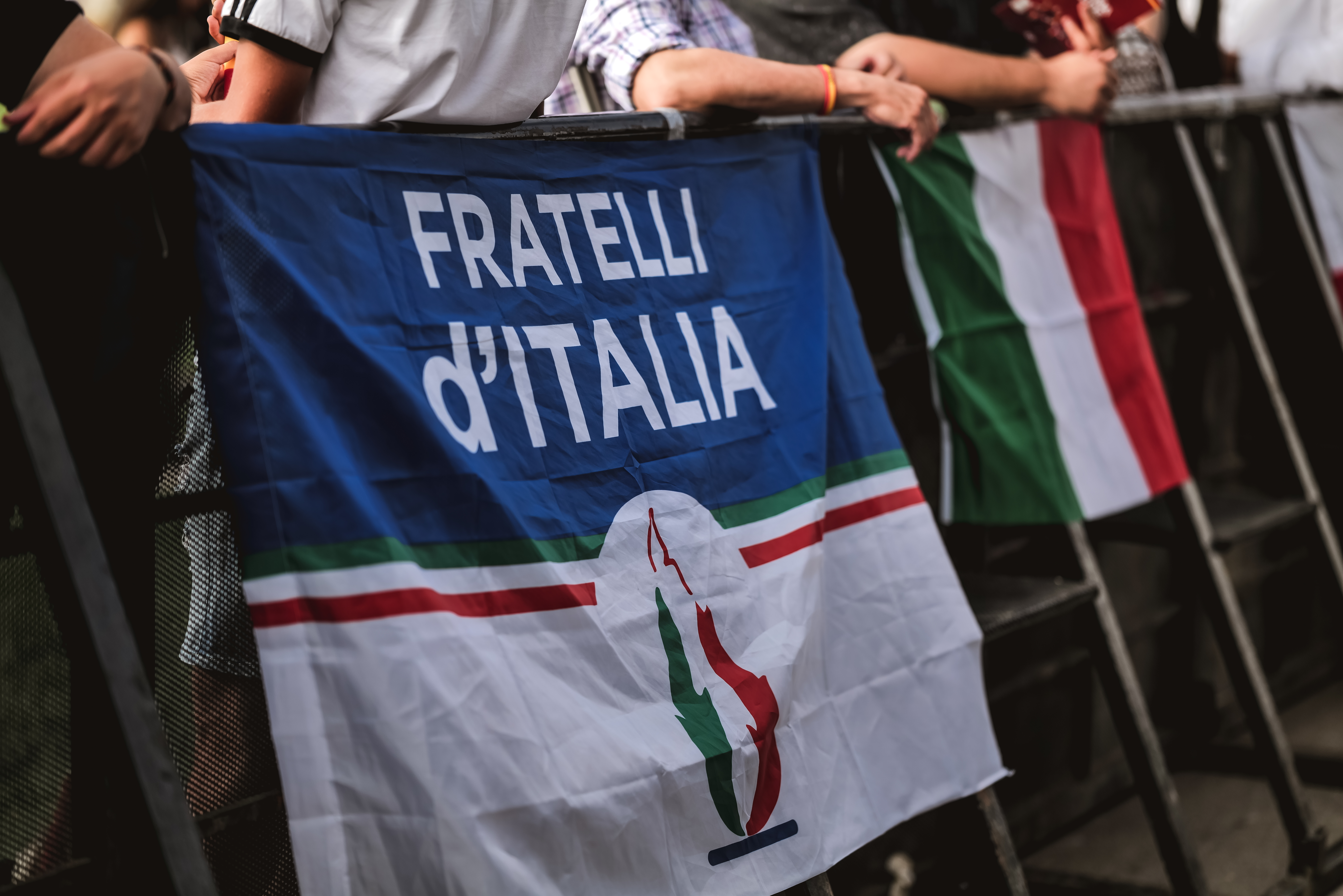
Bandiera di Fratelli d'Italia affissa durante l'evento VIVA22, organizzato dal partito spagnolo Vox

Fratelli d'Italia è un partito euroscettico, che avversa il modello federale dell'Unione europea e sostiene il ritorno a una confederazione di stati sovrani.
Fa parte del Partito dei Conservatori e dei Riformisti Europei che riunisce altri partiti politici di destra, tra i quali gli spagnoli di Vox e i polacchi di Diritto e Giustizia. Ha rapporti con esponenti del Partito Repubblicano statunitense e si dichiara inoltre politicamente affine al leader ungherese di Fidesz, Viktor Orbán.
Dal 2018, insieme al Rassemblement National di Marine Le Pen, alla Lega e ad altre formazioni minori, aderisce all'organizzazione The Movement, promossa dal politologo statunitense Steve Bannon con l'obiettivo di diffondere il nazionalismo e il populismo di destra in Europa.
Propone un aumento della spesa per la difesa militare, e promuove la creazione di maggiori tutele legislative in favore delle forze dell'ordine e delle Forze Armate.

#### Un atlantismo politicizzato
Per quanto riguarda le relazioni con gli Stati Uniti d'America, Fratelli d'Italia si è inizialmente parzialmente discostata dal tradizionale atlantismo di MSI e AN. Il partito quindi si pose in netta contrapposizione con la presidenza Obama, a cui venivano imputate il (peraltro ridotto) intervento militare in Siria, un'asserita vicinanza ai "fondamentalisti islamici", e le sanzioni imposte alla Russia a seguito dell'annessione della Crimea. Le critiche alle sanzioni erano legate sia agli effetti negativi per le esportazioni italiane, ma anche alla vicinanza ideologica a un Vladimir Putin visto come un difensore dei valori tradizionali occidentali e come un baluardo contro le "lobby globaliste".
Una ricerca del 2017 dell'European Council on Foreign Relations posizionò FdI al quinto posto tra i partiti europei più antioccidentali e filo-russi, mentre un orientamento amichevole nei confronti della Russia venne registrato l'anno successivo anche dal Center for Strategic and International Studies (CSIS) nel 2018. In quest'ultimo report si sottolineavano tuttavia anche le posizioni «pro-NATO» e «a favore dell'aumento della spesa per la difesa». In effetti nel frattempo la posizione di Fratelli d'Italia nei confronto degli Stati Uniti era cambiata radicalmente con l'avvento della prima presidenza Trump. Fratelli d'Italia e Giorgia Meloni hanno infatti aderito alla galassia conservatrice che fa capo ai repubblicani americani. Giorgia Meloni, l'attuale leader del partito, a partire dal 2019 ha partecipato più volte alla Conservative Political Action Conference (CPAC) e al NatCon 2020 organizzato dalla Edmund Burke Foundation. La leader, insieme ad altri esponenti come Giulio Tremonti, è iscritta all'Aspen Institute - un think tank internazionale con sede centrale a Washington D.C.. L'orientamento filo-trumpiano venne confermato anche in occasione dell'assalto al Campidoglio del 2021, quando Meloni scrisse che Trump stava cercando di far cessare le violenze, mentre successivamente al Parlamento europeo Fratelli d'Italia votò contro una risoluzione che condannava l'assalto.
Con lo scoppio della crisi russo-ucraina, Fratelli d'Italia si è schierato a favore dell'Ucraina, appoggiando l'invio di armi per sostenere lo sforzo bellico. Con l'arrivo al governo italiano, il partito ha inoltre notevolmente limitato le critiche alla presidenza democratica di Biden.

### Rapporto col Movimento Sociale e col fascismo
Nell'ideologia di Fratelli d'Italia un ruolo centrale è assunto dal legame con la propria tradizione politico-culturale, un elemento più volte sottolineato dagli stessi vertici di Fratelli d'Italia. Giorgia Meloni dichiarò ad esempio nel 2021 di aver "raccolto il testimone di una storia lunga settant’anni". Secondo i politologi Vassallo e Rinaldo Vignati, non viene rinnegata l'esperienza di Alleanza Nazionale (che era nata da una rottura con quel passato attraverso la svolta di Fiuggi e dalla cui giovanile, Azione Giovani, proviene quasi tutto il ceto dirigente del partito), ma viene integrata in una lettura che privilegia la continuità con la storia del Movimento Sociale Italiano. Il simbolo di quest'ultimo - la fiamma tricolore - è entrato nel 2014 anche nel simbolo di Fratelli d'Italia, dapprima per tramite del simbolo di Alleanza Nazionale, e poi direttamente. Il Movimento Sociale era stato a sua volta fondato da ex esponenti del regime fascista. Per questi motivi il rapporto di Fratelli d'Italia col fascismo storico e con l'MSI è stato oggetto sia di dibattito pubblico che materia di analisi politologica, a partire dalla stessa presenza della fiamma: essa venne criticata, tra gli altri, dalla senatrice Liliana Segre, che nel corso della campagna elettorale del 2022 chiese a Meloni di toglierla per dimostrare di aver tagliato le radici col passato fascista. Fratelli d'Italia dal canto suo ha apertamente rifiutato l'etichetta fascista. Giorgia Meloni nel corso della campagna elettorale del 2022 dichiarò che la destra italiana aveva da decenni consegnato il fascismo alla storia e che condannava dittatura e antisemitismo.
Secondo la maggior parte degli analisti Fratelli d'Italia rimane quindi un partito postfascista. Questa analisi è stata contestata dai già citati Vassallo e Vignati, secondo i quali Fratelli d'Italia sarebbe invece afascista e anti-antifascista. I dirigenti rivendicano quindi la storia del Movimento Sociale e il suo leader storico Almirante, ma senza rivendicare anche la fase precedente al 1946, da cui AN aveva preso le distanze a Fiuggi. Elementi tipici dell'iconografia missina, come l'uso della parola "camerata", il saluto romano, il pellegrinaggio alla tomba di Mussolini a Predappio, rimangono esclusi dal codice di condotta del partito. Pur tra alcune ambiguità, e alcune contiguità ad ambienti neofascisti in ramificazioni periferiche del partito, il fascismo avrebbe quindi ormai "smesso completamente di esercitare una funzione di ispirazione". Secondo Vassallo e Vignati l'accostamento al fascismo sarebbe quindi dispregiativo e null'altro che un'iperbole propagandistica usata da media ostili. Tutt'ora molto presenti nella memoria del partito sono invece gli anni Settanta e gli anni di piombo, con un culto dei morti missini vittime del terrorismo di estrema sinistra. Di quest'ultimo nella narrazione del partito viene rilevato soprattutto il carattere di "antifascismo militante", categoria entro cui in un articolo di Meloni del 2008 vengono accomunate anche foibe e discriminazioni a danno dei giovani militanti dell'allora Azione Giovani. L'opposizione all'antifascismo è tuttavia più profonda e riguarda l'idea stessa che esso riassuma in sé i valori della democrazia italiana. A tal proposito altri analisti hanno evidenziato come più volte esponenti del partito abbiano criticato feste come il 25 aprile o il 2 giugno in quanto "divisive", cercando al contempo di recuperare date e riferimenti storici pre-fascisti come il 24 maggio e il 4 novembre, anniversari, rispettivamente dell'ingresso e della vittoria italiana nella prima guerra mondiale, visti come momenti fondativi della nazione italiana.
Altri studiosi, come la politologia Sofia Ventura, hanno maggiormente sottolineato il mantenimento di un ambiguo legame "affettivo" col passato fascista. Meloni stessa ad esempio al momento della presentazione della sua candidatura alle elezioni del 2018 nel collegio di Latina, si presentò assieme a Rachele Mussolini (nipote di Benito), affermando di voler riportare a casa un "luogo simbolico per la destra italiana" (Latina è infatti una delle città di fondazione fasciste nell'Agro pontino). Fino al 2021 invece diversi esponenti locali del partito organizzarono in varie città cene di commemorazione della marcia su Roma (a una di esse nel 2019 parteciparono anche il futuro presidente della Regione Marche, Francesco Acquaroli, e il sindaco di Ascoli Piceno, Marco Fioravanti). Nello stesso anno un'inchiesta del giornale online Fanpage mostrò come importanti esponenti milanesi del partito, tra cui Carlo Fidanza, facessero in privato saluti romani ed esprimessero elogi ad Adolf Hitler. Diversi dichiarazioni nostalgiche sono state espresse anche da Ignazio La Russa, uno dei fondatori del partito. La retorica più apertamente nostalgica si è in ogni caso moderata con l'arrivo del partito al governo nel 2022. Altri studiosi infine, come lo storico David Broder, hanno rilevato "inconfondibili influenze fasciste" nella narrazione vittimista della seconda guerra mondiale, nella ripresa nelle tesi congressuali di ideologi del fascismo come Giovanni Gentile, oltre che nella rivendicazione di leader del Movimento Sociale (a partire dallo stesso Almirante) che erano stati attivi anche nel regime e nella Repubblica Sociale. Fratelli d'Italia sarebbe quindi riuscito a trarre elementi del bagaglio culturale neofascista, integrandoli in una più ampia ideologia conservatrice.

## Struttura

### Organi nazionali
L'articolazione interna prevede innanzitutto il Congresso nazionale, le cui prerogative sono eleggere il presidente, l'Assemblea nazionale e determinare l'indirizzo politico del partito.
Quest'ultima, di 450 membri, ne indirizza azione, organizzazione e corretto funzionamento, modifica lo Statuto secondo la delega e le disposizioni del Congresso nazionale ed è convocata in via ordinaria ogni 6 mesi.
La Direzione nazionale, composta da 100 membri, esegue gli indirizzi dell'Assemblea nazionale, determina le linee guida dell'attività dei gruppi Parlamentari della Camera, del Senato e del Parlamento Europeo, ha il compito di stilare i programmi elettorali e approvare le liste
dei candidati nelle istituzioni, approvando il rendiconto di esercizio annuale.
L'Esecutivo nazionale coadiuva il presidente nella rappresentanza politica del partito e
nel coordinamento dell'attività dei dipartimenti. Altri organi sono la Commissione di Garanzia e la Segreteria amministrativa.

#### Presidente
- Triumvirato reggente composto da Giorgia Meloni, Ignazio La Russa e Guido Crosetto[senza fonte] (28 dicembre 2012 – 4 aprile 2013)
- Ignazio La Russa (4 aprile 2013 – 8 marzo 2014)
- Giorgia Meloni (dal 8 marzo 2014)

#### Coordinatore
- Guido Crosetto (4 aprile 2013 – 8 marzo 2014)[212]
- Giovanni Donzelli (8 marzo 2014 – 3 dicembre 2017)
- Guido Crosetto (28 gennaio 2018 – 13 marzo 2019)[213][214]

#### Capo della segreteria politica
- Arianna Meloni (dal 24 agosto 2023)

#### Responsabile organizzazione
- Giovanni Donzelli (dal 2022)

#### Tesoriere
- Pierfrancesco Gamba (28 dicembre 2012 – marzo 2014)
- Pasquale Maietta (2014)
- Marco Marsilio (2014 – 2018)
- Roberto Carlo Mele (dal 2018)

#### Presidente dell'Assemblea nazionale
- Ignazio La Russa (dal 9 marzo 2014)

#### Presidente/Coordinatore della direzione nazionale
- Edmondo Cirielli (da gennaio 2018)[215]

#### Membri dell'Esecutivo Nazionale
- Ignazio La Russa (di diritto)
- Edmondo Cirielli (di diritto)
- Luca Ciriani (di diritto)
- Francesco Lollobrigida (di diritto)
- Fabio Roscani (di diritto)
- Roberto Carlo Mele (invitato di diritto)
- Antonio Giordano (invitato di diritto)
- Roberta Angelilli
- Stefano Bertacco
- Alessio Butti
- Alfredo De Sio
- Andrea Delmastro Delle Vedove
- Giovanni Donzelli
- Giovanbattista Fazzolari
- Raffaele Fitto
- Tommaso Foti
- Elisabetta Gardini
- Marcello Gemmato
- Stefano Maullu
- Giandonato Morra
- Diego Petrucci
- Fabio Rampelli
- Ernesto Rapani
- Isabella Rauti
- Mauro Rotelli
- Adolfo Urso
- Carolina Varchi

### Presidenti dei gruppi parlamentari

#### Camera dei deputati
- 3 aprile 2013 – 17 giugno 2014: Giorgia Meloni, vice: Fabio Rampelli
- 17 giugno 2014 – 3 luglio 2018: Fabio Rampelli
- 3 luglio 2018 – 9 novembre 2022: Francesco Lollobrigida, vice: Tommaso Foti
- 9 novembre 2022 – 3 dicembre 2024: Tommaso Foti, vice: Manlio Messina
- 3 dicembre 2024 – in carica: Galeazzo Bignami, vice: Manlio Messina

#### Senato della Repubblica
- 20 dicembre 2012 – 14 marzo 2013: Maria Alessandra Gallone, vice: Achille Totaro
- 5 settembre 2017 – 22 marzo 2018: Stefano Bertacco[216]
- 27 marzo 2018 – 18 luglio 2018: Stefano Bertacco
- 18 luglio 2018 – 8 novembre 2022: Luca Ciriani, vice: Isabella Rauti
- 9 novembre 2022 – in carica: Lucio Malan, vice: Raffaele Speranzon

Parlamento europeo
- 5 febbraio 2013 – 30 giugno 2014: Carlo Fidanza[217]
- 2 luglio 2019 – in carica: Carlo Fidanza

### Organizzazione giovanile
L'organizzazione giovanile di Fratelli d'Italia è denominata Gioventù Nazionale, nata il 5 maggio 2014, e riunisce i membri del partito al di sotto dei 30 anni. Gioventù Nazionale è inoltre attiva nelle scuole superiori e nelle università rispettivamente tramite Azione Studentesca e Azione Universitaria.
Nel 2024, Gioventù Nazionale è stata coinvolta in uno scandalo di antisemitismo, razzismo e filonazismo, che portò alla dimissione di alcuni membri del direttivo.

### Iscritti
- 2021: 130.000[220]
- 2022: 204.128[25]

## Nelle istituzioni

### Presidenti del Senato della Repubblica
- XIX legislatura
  - Ignazio La Russa (dal 13 ottobre 2022)

### Vicepresidenti del Senato della Repubblica
- XVIII legislatura
  - Ignazio La Russa (28 marzo 2018 - 13 ottobre 2022)

### Vicepresidenti della Camera dei deputati
- XVIII legislatura
  - Fabio Rampelli (13 giugno 2018 - 13 ottobre 2022)
- XIX legislatura
  - Fabio Rampelli (dal 19 ottobre 2022)

### Ministri della Repubblica Italiana
- Governo Meloni (dal 22 ottobre 2022)
  - Luca Ciriani (Ministro per i rapporti con il Parlamento)
  - Guido Crosetto (Ministro della difesa)
  - Raffaele Fitto (Ministro per le politiche europee, coesione e PNRR)
  - Francesco Lollobrigida (Ministro dell'agricoltura e della sovranità alimentare)
  - Giorgia Meloni (Presidente del Consiglio dei ministri)
  - Nello Musumeci (Ministro per le politiche del mare e per il Sud)
  - Carlo Nordio (Ministro della giustizia)
  - Eugenia Maria Roccella (Ministro per la famiglia, la natalità e le pari opportunità)
  - Daniela Santanchè (Ministro del turismo)
  - Adolfo Urso (Ministro delle imprese e del made in Italy)

### Senato della Repubblica
Per la XVI legislatura, il gruppo al Senato viene formalizzato il 20 dicembre 2012 con dieci membri, come Centrodestra Nazionale (CDN) e dal 21 dicembre 2012 assume la nuova e definitiva denominazione Fratelli d'Italia - Centrodestra Nazionale (FDI-CDN).
Al momento della fondazione del partito vi hanno aderito dieci senatori (numero minimo per costituire un proprio gruppo autonomo),: Maria Alessandra Gallone (presidente), Achille Totaro (vice presidente), Pierfrancesco Emilio Romano Gamba (tesoriere), Alberto Balboni, Alessio Butti, Antonino Caruso, Mariano Delogu, Alfredo Mantica, Giuseppe Milone e Antonio Paravia.
Nella XVII legislatura il partito, viste le soglie di sbarramento, non riesce ad eleggere alcun senatore.
Il 1º agosto 2017 aderisce il senatore Stefano Bertacco proveniente dal gruppo Forza Italia, al quale si aggiungono, qualche mese dopo, i senatori Bartolomeo Amidei e Bruno Mancuso.
Alle Elezioni politiche in Italia del 2018 risultano eletti: Alberto Balboni, Stefano Bertacco, Luca Ciriani, Andrea de Bertoldi, Giovanbattista Fazzolari, Antonio Iannone, Patrizio La Pietra, Ignazio La Russa, Lara Magoni, Marco Marsilio, Gaetano Nastri, Isabella Rauti, Massimo Ruspandini, Daniela Santanchè, Raffaele Stancanelli, Achille Totaro, Adolfo Urso e Francesco Zaffini.
A seguito della nomina ad Assessore regionale in Lombardia, il 20 luglio 2018 Lara Magoni rassegna le dimissioni da senatore; gli subentra Gianpietro Maffoni.
A seguito della sua elezione a Presidente della Regione Abruzzo, Marco Marsilio rassegna le dimissioni da senatore. In sua sostituzione, il 19 marzo 2019, gli subentra Nicola Calandrini.
Con l'elezione di Raffaele Stancanelli al Parlamento Europeo, viene eletta in sua sostituzione Giovanna Petrenga.
Nella XIX i senatori Antonio Guidi, Giovanna Petrenga e Giorgio Salvitti, esponenti del partito, si iscrivono al gruppo parlamentare Civici d'Italia.
| XVI legislatura   |
| ----------------- |
| 10 senatori       |
| XVII legislatura  |
| 3 senatori        |
| XVIII legislatura |
| 18 senatori       |
| XIX legislatura   |
| 65 senatori       |

### Camera dei deputati
Per la XVI legislatura, viene presentata nel gennaio del 2013 una richiesta di formazione del gruppo parlamentare, tuttavia il procedimento viene interrotto dallo scioglimento delle camere pochi giorni dopo.
I componenti che avevano fatto richiesta di costituire il nuovo gruppo parlamentare erano: Edmondo Cirielli, Giuseppe Cossiga, Massimo Corsaro, Viviana Beccalossi, Paola Frassinetti, Tommaso Foti, Riccardo De Corato, Carlo Ciccioli, Ignazio La Russa, Guido Crosetto, Giorgia Meloni, Fabio Rampelli, Carlo Nola, Agostino Ghiglia, Gianni Mancuso, Marco Marsilio, Giorgio Holzmann e Giampiero Cannella.
Nella XVII legislatura il partito elegge 9 deputati, e il 3 aprile 2013 ottiene la deroga dall'ufficio di presidenza della Camera per costituirsi in gruppo parlamentare.
Il gruppo parlamentare nella XVII legislatura è composto da Giorgia Meloni, Ignazio La Russa, Fabio Rampelli, Edmondo Cirielli, Pasquale Maietta, Gaetano Nastri, Marcello Taglialatela, Achille Totaro e Massimo Corsaro. Quest'ultimo lascerà nel marzo 2015. Il 2 febbraio 2016 la deputata Giovanna Petrenga abbandona Forza Italia ed entra nel gruppo parlamentare di Fratelli d'Italia - Alleanza Nazionale, riportando il numero dei deputati a nove.
Il 22 marzo 2016 aderisce al gruppo parlamentare il deputato Walter Rizzetto.. Bruno Murgia, eletto nel PdL, aderisce il 29 dicembre 2016.. In occasione del secondo congresso nazionale del partito ha aderito la deputata Daniela Santanchè.
Alle Elezioni politiche in Italia del 2018 risultano eletti: Francesco Acquaroli, Maria Teresa Bellucci, Carmela Bucalo, Alessio Butti, Maria Cristina Caretta, Monica Ciaburro, Edmondo Cirielli, Guido Crosetto, Luca De Carlo, Salvatore Deidda, Andrea Delmastro Delle Vedove, Giovanni Donzelli, Wanda Ferro, Carlo Fidanza, Tommaso Foti, Paola Frassinetti, Marcello Gemmato, Francesco Lollobrigida, Ylenja Lucaselli, Ciro Maschio, Giorgia Meloni, Federico Mollicone, Augusta Montaruli, Marco Osnato, Emanuele Prisco, Fabio Rampelli, Walter Rizzetto, Mauro Rotelli, Marco Silvestroni, Paolo Trancassini, Carolina Varchi e Riccardo Zucconi.
Il 13 marzo 2019 la Camera dei deputati approva le dimissioni dalla carica di Deputato di Guido Crosetto. In sua sostituzione, il 15 marzo 2019, viene proclamata eletta Lucrezia Maria Benedetta Mantovani.
Il 14 maggio 2019 aderisce il Deputato Salvatore Caiata.
Con l'elezione di Carlo Fidanza al Parlamento Europeo, viene eletta in sua sostituzione Maria Teresa Baldini.
Il 29 agosto 2019 aderisce al partito il deputato Galeazzo Bignami.
L'8 ottobre 2019 ha aderito al gruppo il deputato Davide Galantino.
| XVI legislatura   |
| ----------------- |
| 18 deputati       |
| XVII legislatura  |
| 12 deputati       |
| XVIII legislatura |
| 37 deputati       |
| XIX legislatura   |
| 119 deputati      |

### Parlamento europeo
Nella VII legislatura avevano aderito a Fratelli d'Italia 3 europarlamentari: Marco Scurria, Carlo Fidanza e Magdi Allam. Scurria e Fidanza hanno fatto parte fino a marzo 2013 del gruppo Partito Popolare Europeo. Magdi Allam invece ha fatto parte del gruppo euroscettico Europa della Libertà e della Democrazia.
Nell'VIII legislatura Fratelli d'Italia non elegge alcun europarlamentare.
Il 28 novembre 2018 aderisce al partito il parlamentare europeo Stefano Maullu, proveniente da Forza Italia. Il 15 gennaio 2019 aderisce al partito anche il parlamentare europeo forzista Innocenzo Leontini.
Nel 2019, IX legislatura, Fratelli d'Italia elegge sei europarlamentari: Carlo Fidanza, Pietro Fiocchi, Sergio Berlato, Raffaele Fitto, Nicola Procaccini e Raffaele Stancanelli.
| VII legislatura  |
| ---------------- |
| 3 eurodeputati   |
| VIII legislatura |
| 2 eurodeputati   |
| IX legislatura   |
| 6 eurodeputati   |
| X legislatura    |
| 24 eurodeputati  |

## Simbologia
- La corda tricolore (verde, bianco e rosso con un nodo nel mezzo) è stata l'elemento qualificante del primo simbolo ufficiale del partito, nel quale era posta a dividere il campo superiore azzurro dall'inferiore bianco. Tale elemento grafico era ripreso dai manifesti utilizzati nel 2008 dalla componente "ex AN" per promuovere la confluenza con Forza Italia ne Il Popolo della Libertà[229].
- La fiamma tricolore, (verde, bianco e rosso) è il simbolo ereditato dall'acquisizione del logo del "Movimento Sociale Italiano” tramite lo stemma di Alleanza Nazionale, concesso in uso dalla Fondazione AN, che nel 2014 viene apposto in corrispondenza del nodo della corda tricolore.
- Nel corso del secondo congresso nazionale di Trieste viene presentato un logo rinnovato, in cui permane lo storico simbolo della fiamma tricolore, decisamente in rilievo, ma privato del trapezio alla base, nonché di ogni riferimento al MSI e ad AN; la corda tricolore viene sostituita da una semplice bandella flat, mentre il colore principale della parte superiore del contrassegno da azzurro diventa blu scuro.

### Simboli del partito

Logo di Fratelli d'Italia - Centrodestra Nazionale (2012-2014) con la corda tricolore
Logo di Fratelli d'Italia - Alleanza Nazionale (2014-2017) con fiamma e sigla del MSI
Logo di Fratelli d'Italia (2017-) con fiamma tricolore
Logo di Fratelli d'Italia usato per le elezioni europee e amministrative del 2024

## Risultati elettorali
| Elezione       | Elezione     | Voti      | %     | Seggi     | Posizione   |
| -------------- | ------------ | --------- | ----- | --------- | ----------- |
| Politiche 2013 | Camera       | 665 830   | 1,96  | 9 / 630   | Opposizione |
| Politiche 2013 | Senato       | 590 083   | 1,92  | 0 / 315   | Opposizione |
| Europee 2014   | Europee 2014 | 1 006 513 | 3,67  | 0 / 73    |             |
| Politiche 2018 | Camera       | 1 426 564 | 4,35  | 32 / 630  | Opposizione |
| Politiche 2018 | Senato       | 1 286 122 | 4,26  | 18 / 315  | Opposizione |
| Europee 2019   | Europee 2019 | 1 726 189 | 6,46  | 6 / 76    |             |
| Politiche 2022 | Camera       | 7 302 517 | 26,00 | 119 / 400 | Maggioranza |
| Politiche 2022 | Senato       | 7 165 795 | 26,01 | 65 / 200  | Maggioranza |
| Europee 2024   | Europee 2024 | 6 733 906 | 28,76 | 24 / 76   |             |

### Rappresentazioni grafiche

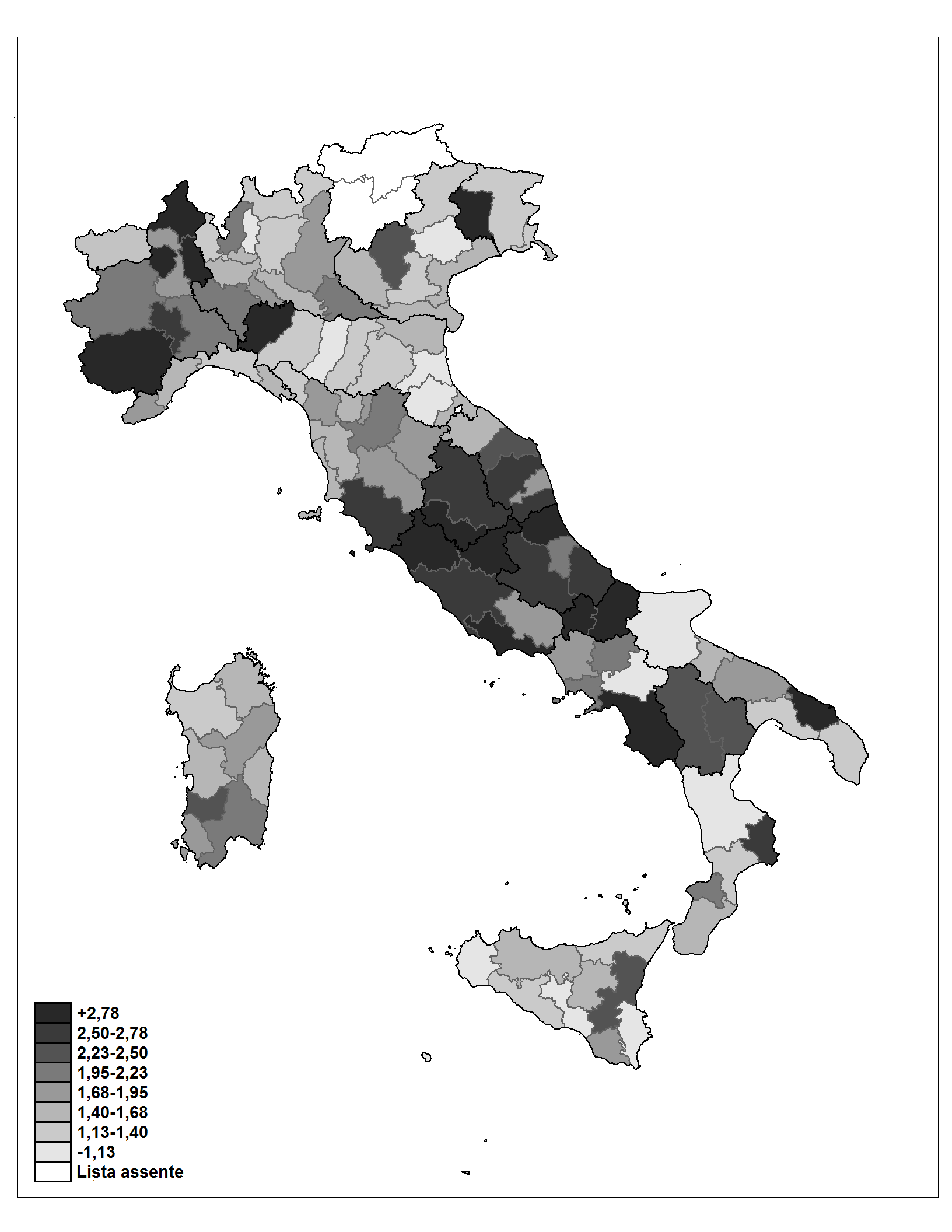
Elezioni politiche 2013
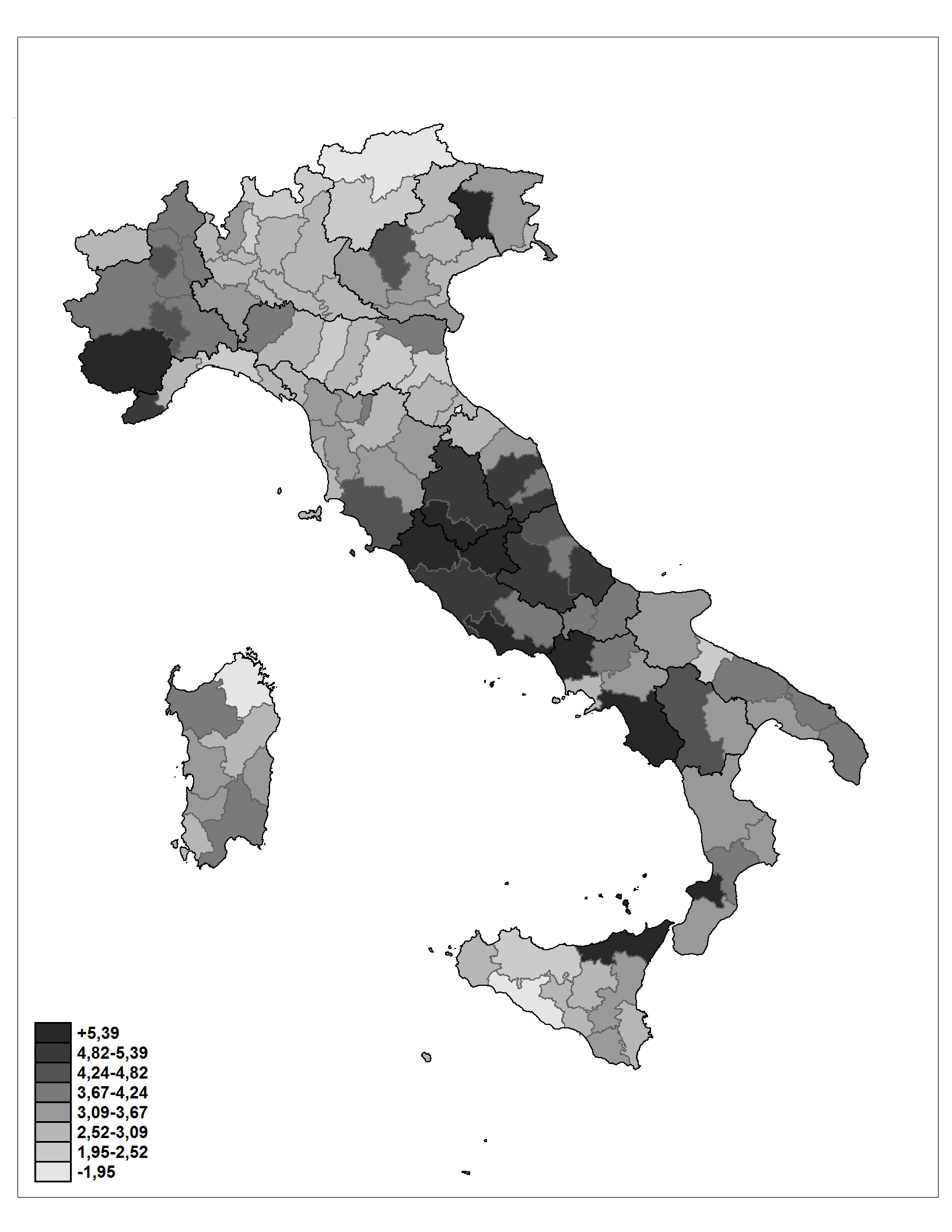
Elezioni europee 2014
Elezioni politiche 2018
Elezioni europee 2019
Elezioni politiche 2022